# Esteban de Azcárraga
Esteban de Azcárraga (1587-8 de agosto de 1648) fue un militar español que sirvió al ejército de Felipe IV, nacido en Guipúzcoa. Fue gobernador de Yucatán por designación real de 1645 a 1648, año en que falleció de fiebre amarilla en el ejercicio de su encomienda.

## Datos históricos
Esteban de Azcárraga era un militar veterano que había servido al rey Felipe IV desde 1621 en la campaña de Cataluña. El rey le otorgó la Cruz de Caballero de la Orden de Santiago en el momento en que lo designó Gobernador de Yucatán.
Encontró en Mérida al Adelantado del Reino del Próspero, don Diego Ordóñez de Vera y Villaquirán quien se empeñaba en la conquista de los territorios mayas del Petén donde todavía no habían sido sometidos los indígenas itzá de Tayasal. Esteban de Azcárraga brindó apoyo a Ordóñez para continuar su esfuerzo que fue infructuoso y que concluyó con la muerte de éste. No sería sino hasta 1697 cuando finalmente otros consumarían la toma de los últimos reductos mayas en el Petén.
Azcárraga recibió por voluntad del Adelantado Ordóñez los derechos de conquista del Reino del Próspero, pero nunca llegó a ejercerlos ya que la muerte lo sorprendería antes de intentarlo.
Fue benefactor de las religiosas Concepcionistas, para quienes obtuvo mejoras materiales. 
En un momento dado de su gestión, el gobernador no estuvo de acuerdo con excomuniones planteadas por el obispo en contra de personas que se habían rehusado a pagar algunas multas y actuó en defensa de los excomulgados. El obispo presentó su queja al Consejo de Indias y este organismo amonestó al gobernador por intervenir en la jurisdicción eclesiástica.
De 1648 a 1650 la región se vio afectada por una epidemia de fiebre amarilla que empezó en Campeche y que, a pesar de las medidas tomadas por el gobierno de Azcárraga, se extendió rápidamente por toda la provincia. La situación se volvió tan desesperada que la sociedad decidió sacar a procesión a la Virgen de Izamal a la que se dedicaron grandes honores en el trayecto que hizo de Izamal a Mérida y de regreso a su santuario. La enfermedad diezmó la población de la península. El mismo gobernador Azcárraga fue víctima de la epidemia, muriendo por los efectos de la enfermedad el 8 de agosto de 1648.